# Jalingo
Jalingo er en by i det østlige Nigeria, ved foden af Shebshibjergene og cirka 40 km sydøst for floden Benue. Den er administrativ hovedby for delstaten Taraba og havde ved folketællingen 1991 et indbyggertal på 67.226, men befolkningen anslås i 2012 til 498.575 mennesker. Jalingo blev delstatshovedstad da delstaten Gongola blev delt i Adamawa og Taraba i 1991.
Jalingo er en markedsby, og har vejforbindelse til Yola og Wukari.

## Eksterne kilder og henvisninger
1. ↑  "Jalingo". Arkiveret fra originalen 28. april 2013. Hentet 8. oktober 2012. på World Gazetteer, læst 2010-05-03

- Jalingo på Encyclopædia Britannica

8°54′N 11°22′Ø / 8.900°N 11.367°Ø